# Съучещ
 Тази статия е за селото в Румъния.  За общината вижте Съучещ (община).  
Съучещ (на румънски: Săucești) е село в западна Румъния, административен център на община Съучещ в окръг Бакъу. Населението му е около 1 732 души (2002).
Разположено е на 149 m надморска височина в Молдовските възвишения, на десния бряг на река Сирет и на 4 km северно от центъра на град Бакъу.